# Enric Masip i Borràs
Enric Masip Borràs (Cornellà de Llobregat, 1r de setembre de 1969) és un destacat exjugador d'handbol amb un ampli palmarès esportiu. Amb una alçada d'1,92 metres i 95 kg de pes jugava a la posició de central. Format a les categories inferiors del BM Granollers, l'any 1986 debutà amb aquest equip a la màxima categoria de l'handbol espanyol. Les seves grans actuacions el portaren a fitxar pel FC Barcelona dirigit per Valero Rivera el 1990, club amb el qual desenvolupà una trajectòria molt brillant. Sis copes d'Europa i set lligues ASOBAL són els seus resultats més brillants.
Fou 205 vegades internacional amb la selecció espanyola, competint en dos Jocs Olímpics, sis Campionats del Món i tres Campionats d'Europa. Després d'uns darrers anys marcats per les lesions a l'esquena es retirà el 2004. La seva brillant trajectòria l'han convertit en un dels millors jugadors de tots els temps, segons la premsa especialitzada. L'any 2004 passà a treballar a la Fundació del F.C.Barcelona. Darrerament, ha estat Secretari Tècnic de la secció d'handbol del F.C.Barcelona fins al 2013.

## Carrera esportiva

### Trajectòria esportiva per clubs
| Temporades            | Club          | Lliga  |
| --------------------- | ------------- | ------ |
| 1986/1987 - 1989/1990 | CB Granollers | ASOBAL |
| 1990/1991 - 2001/2002 | FC Barcelona  | ASOBAL |

Títols
- Copa d'Europa d'handbol: 6 (1990-91, 1995-96, 1996-97, 1997-98, 1998-99, 1999-00)
- Recopa d'Europa d'handbol: 2 (1993-94, 1994-95)
- Supercopa d'Europa d'handbol: 4 (1996-97, 1997-98, 1998-99, 1999-00)
- Lliga dels Pirineus d'handbol: 5 (1997, 1998, 1999, 2000, 2001)
- Lliga espanyola d'handbol: 7 (1990-91, 1991-92, 1995-96, 1996-97, 1997-98, 1998-99, 1999-00)
- Copa espanyola d'handbol: 5 (1992-93, 1993-94, 1996-97, 1997-98, 1999-00)
- Lliga catalana d'handbol: 8 (1987-88, 1988-89, 1990-91, 1991-92, 1992-93, 1993-94, 1994-95, 1996-97)
- Supercopa d'Espanya d'handbol: 5 (1990-91, 1991-92, 1993-94, 1996-97, 1997-98)
- Copa ASOBAL: 5 (1994-95, 1995-96, 1999-00, 2000-01, 2001-02)

### Trajèctoria amb la selecció
Va participar, als 22 anys, en els Jocs Olímpics d'Estiu de 1992 celebrats a Barcelona (Catalunya), aconseguí guanyar un diploma olímpic amb la selecció espanyola d'handbol en finalitzar cinquè en la competició masculina olímpica. Absent dels Jocs Olímpics d'estiu de 1996 realitzats a Atlanta (Estats Units) per lesió, va participar en els Jocs Olímpics d'Estiu de 2000 realitzats a Sydney (Austràlia), on va aconseguir guanyar la medalla de bronze al derrotar en el partit pel tercer lloc la selecció de Sèrbia i Montenegro. Al llarg de la seva carrera ha guanyat dues medalles en el Campionat d'Europa d'handbol, una medalla de plata en la Supercopa de Nacions (2003/2004) i una altra medalla de plata en el Mundial júnior de 1989 disputat a Espanya.